# Horodło
Horodło è un comune rurale polacco del distretto di Hrubieszów, nel voivodato di Lublino.
Ricopre una superficie di 130,27 km² e nel 2004 contava 5 762 abitanti.